# ANNニュースファイナル
『ANNニュースファイナル』は、1975年10月13日から1987年9月27日まで、テレビ朝日（旧：NETテレビ）系列（ANN)で放送されていた深夜最終便のニュース番組である。

## 概要
開始当初は10分間のストレートニュース番組であったが、1980年9月から1982年3月までは、『ANNニュースレーダー』から小松錬平が異動し、『ANNスポーツニュース』を統合した25分間の報道番組となった。スポーツコーナーは宮嶋泰子（当時は増山泰子）が担当。
しかし、1982年4月に『スポーツニュース』を再分離して再びストレートニュース番組に戻り、下記のように様々なメインキャスターが登場した。
1985年10月7日、ニュースとスポーツを内包した『ニュースステーション』の開始に伴い、月-金曜版は同年10月4日放送分をもって終了し、土日のみ残るも、『ナイトライン』の開始に伴い、1987年9月27日に終了した。1985年度、1986年度の年末年始は『ニュースステーション』が休止のため、平日でも放送されていた。1987年度から『ニュースステーション』『ナイトライン』が休止の場合は『ANNニュース』として放送していた。
開始から1980年代初期までは、NETテレビ→テレビ朝日放送分のみローカルテロップで「協力 朝日」がタイトル登場後に添えられていた。テレビ朝日の報道部門がNET朝日制作→テレビ朝日映像発注によって無くなっていた時代を示すロゴだった。
提供クレジットは、ネットセールス枠とローカルセールス枠が混在していたため、ネット各局ごとに表示していた（ローカルスポンサーの扱いがあるため）。

## キャスター・放送時間
| 期間 | 全曜日                                         | 全曜日                                         | 全曜日                                         | 全曜日                                         |
| --- | ---------------------------------------------- | ---------------------------------------------- | ---------------------------------------------- | ---------------------------------------------- |
| 1975年10月13日 - 1980年9月28日                                                                                            | （テレビ朝日アナウンサーによるシフト制）       | （テレビ朝日アナウンサーによるシフト制）       | （テレビ朝日アナウンサーによるシフト制）       | （テレビ朝日アナウンサーによるシフト制）       |
| 期間 | 月 - 木曜日                                    | 月 - 木曜日                                    | 月 - 木曜日                                    | 金 - 日曜日                                    |
| 期間 | メイン                                         | 政治                                           | スポーツ                                       | 金 - 日曜日                                    |
| 1980年9月29日 - 1982年3月28日                                                                                             | 小松錬平1                                      | 椿貞良                                         | 増山泰子2                                      | 棟方宏一 ↓ 横舘英雄                            |
| 期間 | 全曜日3                                        | 全曜日3                                        | 全曜日3                                        | 全曜日3                                        |
| 1982年3月29日 - 1987年9月27日                                                                                             | （テレビ朝日アナウンサー・記者によるシフト制） | （テレビ朝日アナウンサー・記者によるシフト制） | （テレビ朝日アナウンサー・記者によるシフト制） | （テレビ朝日アナウンサー・記者によるシフト制） |
| - 1 本番組担当に伴い『ANNニュースレーダー』の担当から外れている - 2 現・宮嶋泰子 - 3 1985年10月以降は、土・日曜日のみ放送 |                                                |                                                |                                                |                                                |

### その他の出演キャスター
- 北村元、高井正憲、三浦智和、山形定房、吉岡晋也、山崎正、戸谷光照、田畑祐一ほか
- 出演キャスターは曜日固定ではなく、シフト制となっていた。

### 放送時間
| 期間                          | 月 - 木曜日           | 金曜日                | 土・日曜日            |
| ----------------------------- | --------------------- | --------------------- | --------------------- |
| 1975年10月13日 - 1979年4月1日 | 23:00 - 23:10（10分） | 23:00 - 23:10（10分） | 23:50 - 24:00（10分） |
| 1979年4月2日 - 1980年10月5日  | 23:00 - 23:10（10分） | 23:00 - 23:10（10分） | 23:00 - 23:10（10分） |
| 1980年10月6日 - 1982年3月28日 | 23:00 - 23:25（25分） | 23:00 - 23:15（15分） | 23:00 - 23:15（15分） |
| 1982年3月29日 - 1982年4月4日  | 23:00 - 23:25（25分） | 23:50 - 24:00（10分） | 23:00 - 23:10（10分） |
| 1982年4月5日 - 1983年10月2日  | 23:00 - 23:15（15分） | 23:50 - 24:00（10分） | 23:00 - 23:10（10分） |
| 1983年10月3日 - 1985年10月6日 | 23:00 - 23:15（15分） | 23:50 - 24:05（15分） | 23:00 - 23:10（10分） |
| 1985年10月7日 - 1987年9月27日 | （放送なし）          | （放送なし）          | 23:00 - 23:10（10分） |

## オープニング
25分番組だった時、まずオープニングテーマソング（薄暗いスタジオで小松と増山<宮嶋>が談笑する）が終わった後、小松と増山（宮嶋）がその日の注目ニュースを数項目述べてから、「それではお知らせの後、今日のニュースのまとめとスポーツコーナーをお送りします」と話し、画面右下に四角囲みで「ANN」のロゴ、そしてスタジオの側面にある「ニュースファイナル」のタイトルパネルを映していた。

## ネット局
- テレビ朝日（旧：NETテレビ、1977年3月31日まで旧称）
- 北海道テレビ
- 東日本放送
- 福島放送（1981年10月1日開局から）
- 新潟総合テレビ（現：NST新潟総合テレビ、1981年4月1日から1983年9月30日まで）
FNN・NNN・ANNのクロスネットからFNN・ANNのクロスネットになったため、『NNNきょうの出来事』から変更。
- 新潟テレビ21（1983年10月1日開局から）
- 静岡けんみんテレビ（現：静岡朝日テレビ。1979年7月1日から）
ANN・NNNのクロスネットからANNの単独ネットになったため、『NNNきょうの出来事』から変更。
- 名古屋テレビ（現愛称・メ～テレ）
- 朝日放送（現：朝日放送テレビ）
ANNに加盟した1975年3月31日から9月（すなわちこの番組が発足する前）の最終版ニュースはNETテレビからのネット受けではなく、自社制作の『ニュースファイル23』として23:00から23:15に放送されていた。当時のANN最終版ニュース（NETテレビ発）は『23時ショー』明けの23:50から24:00に行われていたが、この『23時ショー』は毎日放送（1975年3月までのNETの関西広域圏での準キー局）打ち切りの経緯の関係で、近畿放送・サンテレビジョン・テレビ和歌山にマイクロネットしていた事情もあった）。
- 瀬戸内海放送（当初は香川県のみ、1979年4月からは岡山県にも相互乗り入れ開始）
- 広島ホームテレビ
- 九州朝日放送
- 鹿児島放送（1982年10月1日開局から）